# Bereich Meißen
Der Bereich Meißen ist neben dem Bereich Elstertal einer der zwei Weinbaubereiche im Weinbaugebiet Sachsen. Er liegt an der Elbe oberhalb und unterhalb von Meißen an der Sächsischen Weinstraße.
Der Bereich teilt sich in vier Großlagen auf:

## Spaargebirge (um Meißen)

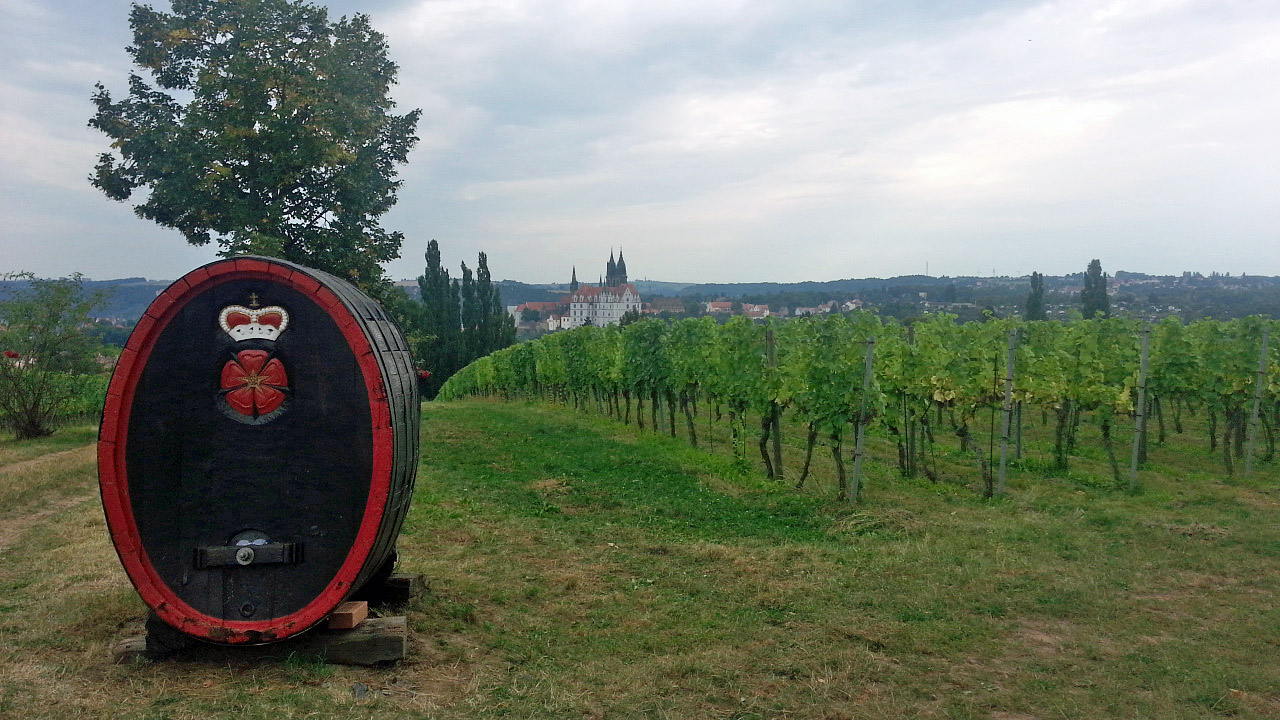
Zu Schloss Proschwitz gehöriger Weinberg

Im Spaargebirge auf der rechten Elbseite oberhalb der Stadt Meißen finden sich folgende Lagen: 
- Meißner Kapitelberg
- Meißener Klausenberg
- Meißner Fürstenberg[1]
- Meißener Ratsweinberg
- Meißener Rosengründchen
- Meißener Kloster Heilig Kreuz
- Proschwitzer Katzensprung
- Schloss Proschwitz

## Schlossweinberg (um Meißen)
Der Schlossweinberg umfasst: 
- Seußlitzer Heinrichsburg[2]
- Weinböhlaer Gellertberg[3]

## Lößnitz (in Radebeul)
Die Großlage Radebeuler Lößnitz ist ein rechter Elbhang im Stadtgebiet von Radebeul. Sie umfasst die Einzellagen:
- Radebeuler Goldener Wagen[4]
- Radebeuler Steinrücken
- Radebeuler Johannisberg

## Elbtal (Dresden)
Die Weinlagen im Elbtal befinden sich am rechten Elbufer flussauf der Stadt Dresden und an Südhängen der südlichen Seitentäler:
- Pillnitzer Königlicher Weinberg[5] (in Pillnitz)
- Merbitzer Bauernberge (in Merbitz)
- Pesterwitzer Jochhöhschlösschen (in Pesterwitz)

## Sachsenkeule

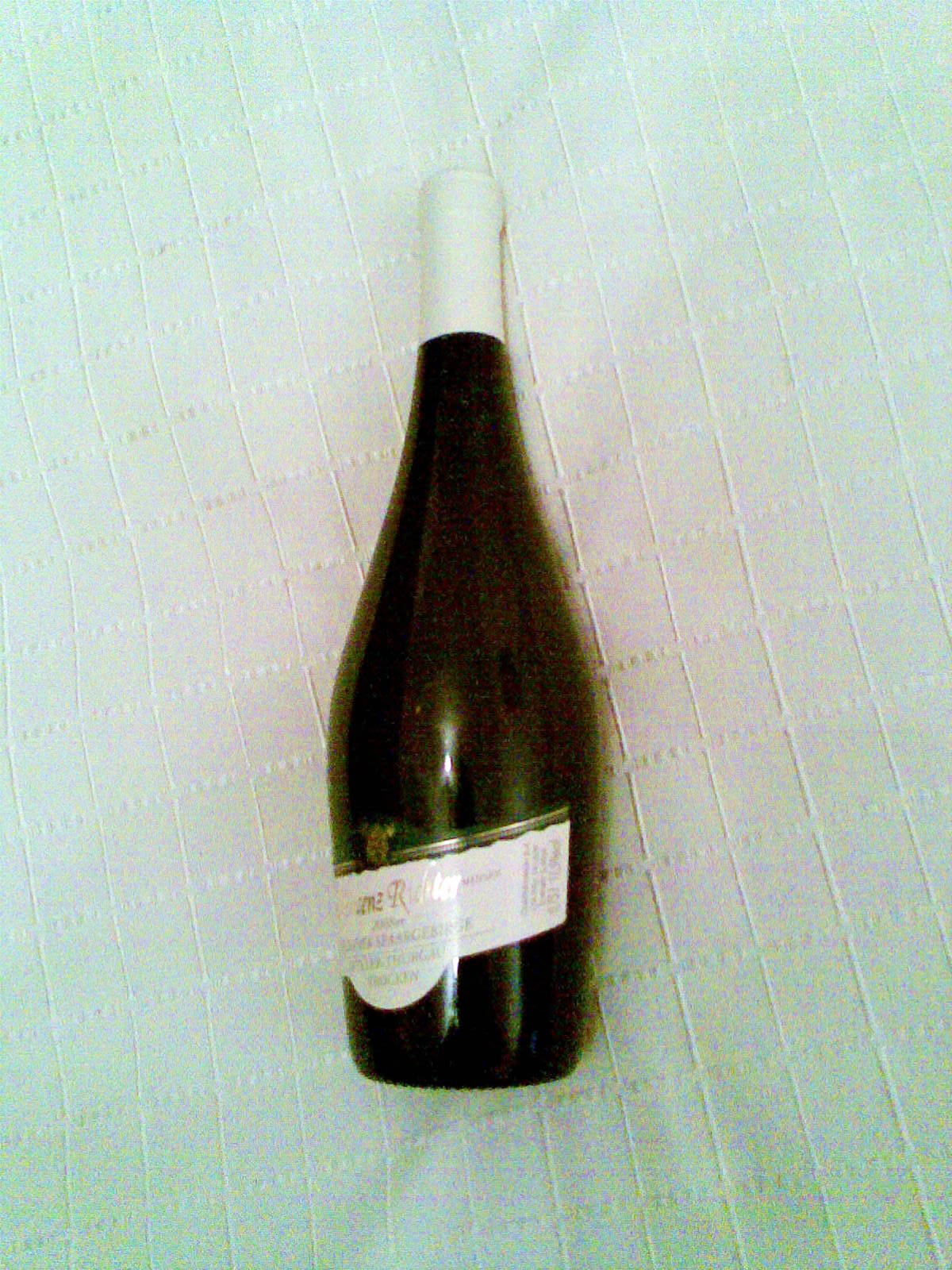
Charakteristisch für regionale Weine aus Sachsen: die Sachsenkeule

Eine besondere Form ist die Weinflasche Sachsenkeule. Diese Form wurde zur Verbesserung der Attraktivität der Elbtalweine 1931 im Staatsweingut Hoflößnitz als grüne Flasche in Keulenform entwickelt. Mit der Rückkehr zu Lokalstolz auf sächsische Weine wurde diese Form in den 1990er Jahren zur Kennzeichnung wieder aufgegriffen. Sie fand aber nicht allseitigen Eingang für Sachsenwein. Die Form im Kasten hat eine schlechtere Auflage gegenüber der Normalform. Als Alleinstellungsmerkmal für Sachsen war die gleiche Qualitätszuordnung wie beim Bocksbeutel für Frankenweine beabsichtigt.